# تأثير ألي

يتم تصنيف تأثيرات الحليف حسب طبيعة الاعتماد على الكثافة عند الكثافة المنخفضة. إذا تقلص عدد السكان بسبب كثافات منخفضة ، فهناك تأثيرحليف قوي. إذا كان معدل الانتشار موجبًا ومتزايدًا ، فهناك تأثير حليف ضعيف. الفرضية الصفرية هي أن معدلات الانتشار إيجابية ولكنها تتناقص عند الكثافة المنخفضة.

تأثير ألي (بالإنجليزية: Allee effect)‏ هو ظاهرة في علم الأحياء تتميز بالارتباط بين حجم السكان أو كثافتهم ومتوسط اللياقة الفردية (غالبًا ما يتم قياسه على أساس معدل النمو السكاني للفرد) للسكان أو الأنواع.

## التاريخ والخلفية
المقال الرئيسي: واردير كلايد ألي
على الرغم من أن مفهوم تأثيرالحليف لم يكن له عنوان في ذلك الوقت، إلا أنه تم وصفه لأول مرة في الثلاثينيات من القرن الماضي باسمه واردير كلايد ألي. من خلال الدراسات التجريبية، كان آلي قادرًا على إثبات أن الأسماك الذهبية لديها معدل بقاء أكبر عندما يكون هناك عدد أكبر من الأفراد داخل الحوض. قاده ذلك إلى استنتاج أن التجميع يمكن أن يحسن معدل بقاء الأفراد ، وأن التعاون قد يكون حاسمًا في التطور العام للبنية الاجتماعية. تم تقديم مصطلح "مبدأ ألي" في الخمسينيات من القرن الماضي ، وهو الوقت الذي كان فيه مجال البيئة يركز بشدة على دور المنافسة بين الأنواع وداخلها. ذكرت وجهة النظر الكلاسيكية لديناميات السكان أنه بسبب التنافس على الموارد ، سيشهد السكان معدل نمو إجمالي منخفض بكثافة أعلى ومعدل نمو متزايد عند كثافة أقل. بمعنى آخر ، سيكون الأفراد في مجموعة سكانية أفضل حالًا عندما يكون هناك عدد أقل من الأفراد حولهم بسبب كمية محدودة من الموارد (القي نظرة على الدالة لوجستية). ومع ذلك ، قدم مفهوم تأثير الحليف فكرة أن العكس صحيح عندما تكون الكثافة السكانية منخفضة. غالبًا ما يحتاج الأفراد داخل نوع ما إلى مساعدة فرد آخر لأكثر من أسباب إنجابية بسيطة من أجل الاستمرار. يُلاحظ أوضح مثال على ذلك في الحيوانات التي تصطاد الفريسة أو تدافع كمجموعة ضد الحيوانات المفترسة.

## تعريف
التعريف المقبول عمومًا لتأثير الحليف هو الاعتماد الإيجابي على الكثافة، أو الارتباط الإيجابي بين الكثافة السكانية واللياقة الفردية. يشار إليه أحيانًا باسم "الاكتظاظ" وهو مشابه (أو حتى يعتبره البعض مرادفًا) لـ "التبعية" في مجال علوم مصايد الأسماك. 